# Basilej (kanton)

Historický znak kantonu Basilej

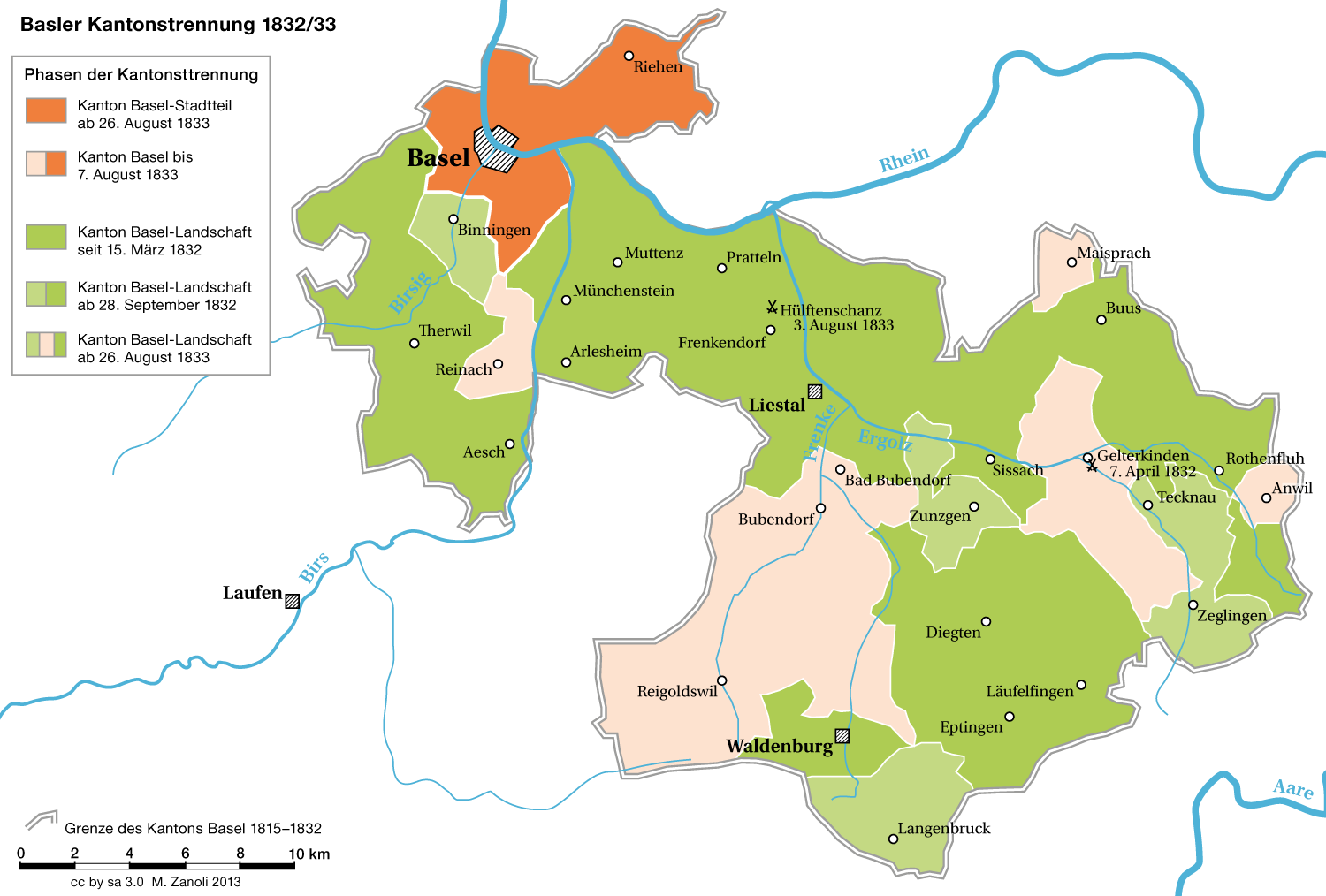
Rozdělení kantonu Basilej v letech 1832-1833

Kanton Basilej je historickým (a v současnosti již čistě formálním) kantonem na severu Švýcarska, který jako správní celek existoval v letech 1501-1833. Metropolí kantonu bylo město Basilej. Roku 1833 byl z důvodů vnitřních rozporů kanton rozdělen na polokantony Basilej-město a Basilej-venkov. Ke kantonu nikdy nepatřil okres Laufen a do roku 1815 ani západní a jihozápadní část okresu Arlesheim, což jsou oblasti, které původně tvořily součást Knížecího biskupství Basileje. V případě okresu Arlesheim se jednalo o následující obce: Aesch, Allschwill, Arlesheim, Biel-Benken, Ettingen, Oberwill, Reinach, Pfeffingen, Reinach, Schönenbuch, Therwil. Okres Laufen byl od roku 1815 součástí kantonu Bern a k polokantonu Basilej-venkov byl připojen až k 1. lednu 1994.

## Krize a rozdělení kantonu
K rozdělení původně jednotného kantonu vedla nespokojenost obyvatel venkovských částí, způsobená nerovným zastoupením města Basileje a ostatních obcí v kantonálním parlamentu, v němž město dominovalo. Roku 1830 žádali zástupci venkovské části kantonu rovnoprávnost města a venkova a zastoupení podle počtu obyvatelstva, ale město požadavky venkovské části kantonu zamítlo. Důsledkem bylo zvyšující se nespokojenost venkova, až se město začalo obávat útoku. V Liestalu několik mužů vytvořilo novou vládu chráněnou 3000 vojáky. Tato vláda však existovala jen krátkou dobu, protože již 16. ledna 1831 vojsko vyslané z města Liestal obsadilo a novou vládu vyhnalo. Mnoho obcí však zůstávalo věrných Basileji, jako například Gelterkinden, Reigoldswil, Anwil, či Bubendorf, ačkoliv jim rebelové vyhrožovali. Nespokojenost venkova trvala do roku 1832 a obě strany vůči sobě jednaly nevraživě.
3. srpna 1833 více než 1200 vojáků z města ozbrojených 14 děly pochodovalo na Liestal, ale v bitvě u Hülftenschanze, konané mezi obcemi Pratteln a Frenkendorf, byli městští vojáci přesilou rebelů donuceni k ústupu do Basileje. Při svém ústupu utrpěli městští vojáci těžké ztráty.
17. srpna 1833 bylo po nejvyšším švýcarském orgánu Tagsatzungu žádáno rozdělení kantonu. Za devět dní došlo k rozdělení kantonu. Pouze tři venkovské obce (Riehen, Bettingen a Kleinhüningen), které by jinak představovaly venkovskou exklávu, nacházející se mezi městem Basilejí a Bádenskem, se staly součástí nového kantonu Basilej-město.

## Otázka znovusjednocení obou polokantonů

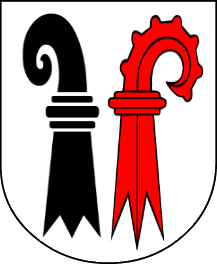
Spojení znaků obou polokantonů používané v letech 1833-1999, když "plný kanton" Basilej potřeboval zastoupení například ve Spolkovém domě. Stejný znak by používal i případný znovusjednocený kanton

Od rozdělení jednotného kantonu se objevují hlasy žádající znovusjednocení obou polokantonů, přičemž došlo i k tomu, že se oba polokantony dohodly na podmínkách, za kterých by došlo ke sloučení. Nicméně v referendech roku 1969 obyvatelé obou polokantonů znovusjednocení zamítli. Nicméně to nikterak neoslabilo blízkou spolupráci obou polokantonů. Naposledy se referenda o případném spoučení konala 28. září 2014, přičemž v polokantonu Basilej-město se pro sloučení vyslovilo 55 %, avšak v polokantonu Basilej-venkov hlasovalo proti sloučení 68 %.